# Зигфрид фон Вестербург
Зигфрид фон Вестербург (на немски: Siegfried von Westerburg, Sigfrid, Sifrid; * пр. 1260; † 7 април 1297, Бон) е архиепископ на Кьолн от 1275 до 1297 година.

## Биография
Той е вторият син на Зигфрид IV, граф фон Рункел във Вестербург († 1266). По-големият му брат Хайнрих I фон Вестербург е убит в битката при Воринген през 1288 г.
На 16 март 1275 г. в Лион папа Григорий X го ръкополага за архиепископ на Кьолн. Приемник е на Енгелберт II фон Фалкенбург. Умира на 7 април 1297 г. в Бон и е погребан в църквата на града.